# يليتسا بيلوفيتش-برنادزيكوسكا
يليتسا بيلوفيتش-برنادزيكوسكا (بالكرواتية: Jelena Belović Bernadžikovski)‏ (بالأبجدية السيريلية:  Јелица Беловић-Бернаџиковска؛1870 – 1964) هي عالمة إثنوغرافيا يوغسلافية، وصحفية وكاتبة نسوية. وقد ألفت عدة أعمال أدبية للأطفال وللنقاشات التربوية. وفي خلال حياتها كصحفية كتبت عن فن المسرح والموسيقى، بالإضافة إلى عدة كتابات أخرى متعلقة بالحرف اليدوية والأزياء الشعبية. وكانت تنشر مؤلفاتها بأسماء مستعارة متعددة، ومنها: لوبا دانيتشيش (بالأبجدية السيريلية: Љуба Т. Даничић) ، هيلي، يليتسا، يلي، ياسنا، العمة يليتسا، الآنسة أنا.

## السيرة الشخصية
وُلدت يليتسا بيلوفيتش في 25 فبراير 1870 في أوسييك، المملكة الكرواتية السلوفينية، الإمبراطورية النمساوية المجرية. وهي ابنة كاتنينا ني فراجنر وجوسيف بيلوفيتش. وكان والداها من كرواتيا، ولكن عائلة والدها كانت من مونتينيغرو، وكانت عائلة والدتها ألمانية. ومن صغرها كانت تتعلم الفرنسية والألمانية والإيطالية واللغة الصربية الكرواتية من والديها الذين كانا يعملان بالتدريس. وعندما توفي والدها كانت في سن الخامسة، وتكفلت والدتها بتعليمها لتوفير النفقات على العائلة. والتحقت بيلوفيتش بالمدرسة الابتدائية في أوسييك ثم بالمدرسة الثانوية في دياكوفو. كما أنها درست في معهد جوزيف يوراي شتروسماير قبل أن تلتحق بدير مدرسة ميرسي حيث شرعت في دراسة وتجميع الحرف اليدوية. ثم استكملت تعليمها في كلية تدريب المعلمين في زغرب، ثم في كلية التربية في فيينا وفي باريس. وبعد استكمال دراساتها العليا في عام 1891 عادت إلى كرواتيا وبدأت تدرّس في زغرب.

## حياتها المهنية
درّست بيلوفيتش لمدة سنتين في بلدية روما (صربيا) وأوسييك، وشرعت في كتابة المقالات التربوية. ولفتت كتاباتها انتباه ليوبويه دلوستوش – وزير التعليم الإقليمي – الذي عرض عليها وظيفة التدريس في ولاية البوسنة عام 1893.ورغم أن البوسنة كانت جزءًا من الإمبراطورية العثمانية في ذلك الوقت، إلا أنها تعرضت للاحتلال من قبل الإمبراطورية النمساوية المجرية بعد التوقيع على معاهدة برلين في 1878. وبدأت بيلوفيتش في التدريس في مدرسة للبنات في موستار حيث قابلت يانكو برنادزيكوسكا، وهو موظف حكومي من بولندا. وتزوجت منه عام 1896 ولاحقًا أنجبت منه طفلين: فلاديمير وياسنا. ثم حصل برنادزيكوسكا على وظيفة في سراييفو واضطر الزوجان إلى الهجرة هناك. وعُينت بيلوفيتش في مدرسة للبنات في سراييفو ولكنها انتقلت لتدرّس في مدرسة ثانوية للبنات في بانيا لوكا عام 1898 بعد رفضها محاولات الإغواء من جانب مرشدها. وبعدها صارت ناظرة تلك المدرسة، ولكن مع مرور الوقت تفاقمت خلافاتها السياسية مع رؤسائها بعدما حادت عن دعمها لسياساتهم الشعبوية النمساوية، وبدأت تتعاطف مع الصربيين الذين كانوا يحيطون ببيئة عملها وحياتها. ومن ثم تعلمت الكتابة بالأبجدية السيريلية ونشرت بعض أعمالها في عدة مجلات صربية. وفي عام 1900 فُصلت بيلوفيتش من منصبها التعليمي.
ولكنها استأنفت الكتابة، وكثيرًا ما كانت تسافر لجمع الحكايات الشعبية والأعمال الحرفية. وفي خلال تلك المدة ألفت عدة أعمال مثل: «Poljsko cvijeće (1899)» (بالعربية: الزهور البرية)، «Razgovor cvijeća (1901)» (حديث الزهور)، «Hrvatski narodni vezovi (1906)» (فن التطريز الشعبي في كرواتيا). وكان تعرضها إلى الظلم دافعًا قويًا على اهتمامها الثاقب بتعزيز مكانة النساء في الثقافة والمجتمع. فقد ألفت عدة مقالات عن تغيير واقع حياة النساء إلى جانب بضعة كتابات منشورة مثل: «Žena Budućnosti» (نساء المستقبل)، و«Moderne Žene» (النساء المعاصرات)، وكلاهما ظهر في صحيفة Zora (الفجر) في طبعة عام 1899. وبداية من 1904 وحتى 1913 كانت بيلوفيتش تعمل إلى جانب الكاتب فريدريخ زالومون كراوس على تأليف كتابه المشهور «Antropofiteja» الذي جمع فيه كل ما يعرفه عن شعب السلاف الريفي الجنوبي وحياتهم الاجتماعية والجنسية. وفي ذلك الوقت كانت بيلوفيتش تنشر كتاباتها باسمها المستعار «ليوبا تي. دانيتشيش». فقد قيل أنها كانت صريحة جدًا في كتاباتها، وعندما مُنعت من الكتابة باسمها الحقيقي نشرت أعمالها باسم آخر. ومن بين أسمائها المستعارة المعروفة: هيلي، يليكا، يلي، ياسنا، العمة يليكا، الآنسة أنا، ليوبا تي. دانيتشيش، ياسنا بيلوفيتش. وكانت تتكلم بتسع لغات مختلفة، ورغم أن معظم كتاباتها المنشورة كانت باللغة الصربية الكرواتية، ولكنها كانت تكتب بالألمانية كذلك.
وفي عام 1907 دعتها الحكومة المحلية في زغرب إلى مساعدتهم في الانتهاء من مجموعتهم الإثنوغرافية في المتحف الوطني للفنون والتجارة. ومن ثم قامت بيلوفيتش بكتابة دليل مفصل عن المنسوجات في متحف الفنون والحرف في زغرب، بالإضافة إلى دليل إثنوغرافي لمتحف الحرف التجارية في زغرب. وألفت عدة مقالات عن الأقمشة والحرف اليدوية في عدة صحف في جميع أنحاء أوروبا، ومن بينها: «Anthropophytea»، و«Gibsy Lore»، و«Revue des Deux Mondes»، وغيرها. كما أنها عرضت أنماط التطريز والأزياء الشعبية في المحافل الأوروبية في برلين ودرسدن وميونيخ وباريس وفيينا بالتعاون مع عدة متخصصين آخرين. وفي عام 1910 قامت بيلوفيتش بعرض أقمشة البوسنة والهرسك في معرض بريج لنساء صربيا. وقد شجعها هذا الحدث على صنع تقويم لتسجيل إنجازات النساء في التاريخ. ونُشر التقويم في صحيفة Srpkinja في سراييفو، وهو يُعد أول تقويم من كتابة امرأة صربية لتسجيل أعمال النساء الصربيات.
وبعد اندلاع الحرب العالمية الأولى عادت بيلوفيتش إلى أوسييك ومكثت هناك حتى عام 1917. وفي الوقت ذاته تدهورت علاقتها بزوجها بسبب الخيانة ومرض الزهري، مما دفعها إلى الإمعان في أنشطتها النسوية. ثم عادت إلى سراييفو عام 1918 وعُينت رئيسة تحرير صحيفة «Народна снага» (قوة الشعب). ولاحقًا في ذات العام وُظفت لتدرّس في المدرسة المشتركة في مدينة نوفي ساد، والتي صارت جزءًا من مملكة يوغوسلافيا في ذات العام. وظلت تدرّس في نوفي ساد حتى تقاعدها في 1936. ورغم أن إنتاجها الأدبي بدأ في التباطؤ مع مرور الوقت، ولكنها تمكنت من نشر ما يزيد عن 40 مخطوطة وكتاب طوال حياتها. وتوفيت في 30 يونيو 1946 في نوفي ساد.